# Souimanga de Fraser
Deleornis fraseri
Espèce
Statut de conservation UICN

 LC  : Préoccupation mineure
Le Souimanga de Fraser (Deleornis fraseri) est une espèce de passereaux de la famille des Nectariniidae.

## Répartition
Cet oiseau est répandu en Afrique équatoriale.